# ムード・フォー・ラヴ
『ムード・フォー・ラヴ』（原題：I'm in the Mood For Love...The Most Romantic Melodies of All Time）はケニー・Gが2006年にリリースしたカバーアルバム。
母国アメリカでは、総合チャートのBillboard 200で37位、コンテンポラリー・ジャズ・チャートでは1位、R&Bチャートでは22位に達した。日本では、まず2006年にアメリカ盤と同じ内容で発売され、2007年4月25日には本作にボーナス・トラック2曲を追加した企画盤『ボイジャーズ〜ムード・フォー・ラヴ』が発売された。
ケニー・Gは本作を最後に、デビュー以来在籍していたアリスタ・レコードを離れることとなった。

## 収録曲
1. "You're Beautiful" - 4:14
ジェームス・ブラントのカバー。日本でもドラマの主題歌やCMソングに使われ大ヒットした。
2. "The Way We Were"（追憶）- 2:51
オリジナルはバーブラ・ストライサンドが自ら主演した映画、「追憶」の主題歌。
3. "Yesterday" - 3:01
ビートルズのカバー。
4. "I'm in the Mood for Love"（恋の気分で） - 4:03
5. "If" - 3:26
ブレッドのカバー。日本ではドラマの挿入歌に使われた。
6. "The Way You Look Tonight"（今宵の君は） - 4:15
7. "If I Ain't Got You" - 4:02
アリシア・キーズのカバー
8. "Love Theme from Romeo and Juliet" （「ロミオとジュリエット」愛のテーマ）- 3:45
オリヴィア・ハッセー主演映画、「ロミオとジュリエット」のカバー。
9. "It Had to Be You"（もしあなただったら） - 3:54
10. "The Shadow of Your Smile"（いそしぎ） - 4:07
11. "Fly Me to the Moon / You Make Me Feel So Young" - 3:32
12. "As Time Goes By" - 3:33
映画「カサブランカ」の挿入歌のカバー。
13. "You Raise Me Up" - 3:14
日本ではケルティック・ウーマンのヴァージョンが有名。他にもウエストライフらがカバーしている。

### 『ボイジャーズ〜ムード・フォー・ラヴ』ボーナス・トラック
1. "The Moon Represents My Heart"
テレサ・テンの代表曲「月亮代表我的心」のカバー。アジアの一部地域でもボーナス・トラックとして収録された。
2. "Voyagers - East Meets West"
ウェイウェイ・ウーとの共演による平原綾香のカバー。NHK『ダーウィンが来た! 〜生きもの新伝説〜』の2007年度以降のエンディング・テーマに使用された[4]。